# Фролов, Сергей Станиславович
Серге́й Станисла́вович Фроло́в (23 июня 1950, Горький, СССР —  15 октября 2020) — советский и российский социолог, специалист в области социологии организаций, социологии управления, социальным коммуникациям и общественным отношениям, проблемам власти и связей с общественностью. Кандидат философских наук, доктор социологических наук, профессор.

## Биография
Родился в 1950 году в Горьком в семье социолога С. Ф. Фролова.
В 1974 году окончил Горьковский политехнический институт по специальности «инженер-механик».
Работал социологом на Московском автомобильном заводе имени И. А. Лихачёва.
С 1979 года был старшим научным сотрудником, а затем заведующим лабораторией социологических исследований во ВНИИ «Информэлектро» Министерства электротехнической промышленности СССР.
В 1980 году окончил аспирантуру при Институте социологии АН СССР и там же защитил диссертацию на соискание учёной степени кандидата философских наук по теме «Влияние социальных факторов на процесс формирования руководителя первичного производственного коллектива» (специальность 09.00.09 — «прикладная социология»).
В 1988—2008 годах — доцент, а затем профессор кафедры социологии и психологии управления Государственного университета управления.
В 1995 году в Государственной академии управления имени Серго Орджоникидзе защитил диссертацию на соискание учёной степени доктора социологических наук по теме «Нормативная культура как фактор социального управления (анализ концепций социальной власти в западной социологии)» (специальность 22.00.08 — «социология управления»).
В 2008—2014 годах — профессор и заведующий кафедрой социологии Российской академии народного хозяйства и государственной службы при Президенте РФ.
С 2014 года — профессор кафедры социологии факультета международной журналистики МГИМО (У) МИД России.
Член Диссертационного совета Д.209.002.04 по социологическим наукам при МГИМО (У) МИД России.

## Научные труды

### Монографии
- Фролов С. С., Оксинойд К. Э. Опыт организации работы с мастерами предприятий. — М.: Информэлектро, 1985. — 356 с.
- Фролов С. С., Ковалёв Е. С., Юрков Е. С. Повышение эффективности бригадной формы организации труда. Отраслевые рекомендации. — М.: Информэлектро, 1987. — 298 с.
- Фролов С. С., Тыклин А. А., Николаев В. В. Создание социально-психологических условий эффективной работы бригад в производственных объединениях и на предприятиях Министерства электротехнической промышленности. — М.: Информэлектро, 1987. — 136 с.
- Фролов С. С., Тыклин А. А., Николаев В. В. Методы управления социальными процессами в трудовых коллективах. — М.: Информэлектро, 1987. — 258 с.
- Фролов С. С., Тыклин А. А., Николаев В. В. Создание системы профессионально-квалификационного продвижения рабочих. — М.: Информэлектро, 1988. — 229 с.
- Фролов С. С. Социальные группы в организациях. — М.: Государственный университет управления, 2001. — 176 с.
- Фролов С. С., Тарасов К. А., Утлик Э. П. Социология и психология организаций. — М.: Государственный университет управления, 2001. — 165 с.
- Фролов С. С. Маркетинговые коммуникации (теоретический анализ) / Московский государственный институт международных отношений (Университет) МИД России. — М.: Спутник+, 2019. — 127 с. ISBN 978-5-9973-5081-9

### Учебные издания
- Фролов С. С. Социология: Учебник для вузов. — М.: Наука, 1994. — 256 с. ISBN 5-02-013586-0
- Фролов С. С. Курс лекций по специальности «Социология». — М.: Московский институт экономики, политики и права, 1995. — 132 с.
- Фролов С. С. Основы социологии: Учебное пособие. — М.: Юристъ, 1997. — 344 с. ISBN 5-7357-0152-5
- Фролов С. С. Социология: Учебник для вузов. — 2-е изд., перераб. и доп. — М. : Изд. корпорация «Логос», 1998. — 359 с. ISBN 5-88439-033-5
- Фролов С. С. Социология организаций : Учебник для студентов вузов. — М. : Гардарики, 2001. — 382 с. ISBN 5-8297-0081-6
- Артамонов Г. Н., Башмаков В. И., Бондаренко В. Ф., Гришаева С. А., Куртиков Н. А., Леньков Р. В., Сергиенко С. К., Тимохович А. Н., Тихонова Е. В., Фролов С. С. Социология управления: учебное пособие для студентов специальностей «Менеджмент организации» — 080507, «Социология» — 040201 специализации «Социология и психология управления» / под ред. В. И. Башмакова, В. Н. Князева; Государственный университет управления, Институт социологии и управления персоналом. — М.: Государственный университет управления, 2007. — 239 с. ISBN 978-5-215-01893-4
- Фролов С. С. Социология: учебник для студентов высших учебных заведений. — 4-е изд. — М.: Гардарики, 2008. — 343 с. (Disciplinae : D). ISBN 978-5-8297-0007-2
- Фролов С. С. Связи с общественностью в работе фирмы: стратегия, коммуникации, имидж, брендинг. — М.: URSS, 2010. — 364 с. ISBN 978-5-397-01538-7
- Фролов С. С. Общая социология: учебник. — М.: Проспект, 2011. — 384 с. ISBN 978-5-392-01769-0
- Фролов С. С., Башмаков В. И., Леньков Р. В., Тихонова Е. В., Тимохович А. Н., Бондаренко В. Ф., Гришаева С. А. Социология управления. Учебник. / под ред. В. И. Башмакова, Р. В. Ленькова. — 3-е изд., пер. и доп. — М.: Юрайт, 2019. — 409 с. (Сер. 58 Бакалавр. Академический курс) ISBN 978-5-534-05080-6

### Статьи
на русском языке
- Фролов С. С., Новиков В. В., Дунин В. С. Количественная оценка деятельности линейны руководителей первичного производственного коллектива // Социологические исследования. 1978. № 4. С. 166—174.
- Новиков В. В., Дунин В. С., Фролов С. С. Количественная оценка деятельности руководителя первичного производственного коллектива // Социологические исследования. 1978. № 4. С. 175—186.
- Фролов С. С. Взаимоотношения Мастера производственного участка с подчинёнными // Социологические исследования. 1984. № 4. С. 166—174.
- Фролов С. С. Формирование отношений власти в управлении организацией // Социологические исследования. 1991. № 10.
- Фролов С. С., Шкаратян О. И. Поведение электората на выборах в Федеральное Собрание России. // Проблемы прогнозирования. 1994. № 4. С. 137—147.
- Фролов С. С. Социальные движения // Социология. 1996. Т. 15. С. 286.
- Фролов С. С. Организация социологического исследования // Социологические исследования. 2007. № 7. С. 27.
- Фролов С. С. Применение различных форм власти в управлении современным обществом // Социология власти. 2009. № 1. С. 3—5.
- Фролов С. С. Социальные институты в современном обществе // Социология власти. 2010. № 3. С. 25—35.
- Фролов С. С. Фактор неопределённости как основа управления социальными объектами // Вестник НОУ ОНУТЦ ОАО Газпром. 2011. № 10. С. 38—43.
- Фролов С. С. Восприятие системы власти представителями различных социальных групп // Социология власти. 2012. № 2. С. 102—111.
- Фролов С. С. Последовательность осуществления стимулирующего воздействия на целевые аудитории в коммуникативном процессе // Коммуникология. 2014. Т. 3. № 1. С. 23—28.
- Фролов С. С. Возникновение и развитие правил в практике управления социальными системами // Социологические исследования. 2015. № 3 (371). С. 120—127.
- Фролов С. С. Социальная интеграция системных компонентов организации как одна из целей управленческой деятельности // Вестник университета. 2016. № 3. С. 259—264.
- Фролов С. С. Государственное регулирование развития российского среднего класса // Известия Тульского государственного университета. Гуманитарные науки. 2016. № 1. С. 101—110.
- Фролов С. С. Индивидуальные матрицы ценностей как основа коррекции поведения членов социальных групп // Управление. 2016. Т. 4. № 1. С. 52—58.
- Фролов С. С. Востребованность социологической диагностики неопределённости // Поиск. 2016. № 3. С. 155—159.
- Фролов С. С. Возможности воздействия на целевую аудиторию на основе практики убеждающей коммуникации // Коммуникология. 2018. Т. 6. № 1. С. 85—96.
- Фролов С. С. Рецензия на монографию «Государственное управление в условиях кризиса и санкционных ограничений: отечественный и зарубежный опыт», подготовленной коллективом авторов МГИМО МИД России под общей редакцией профессора Е. В. Охотского. М.: МГИМО-Университет, 2017. 889 с. // Право и практика. 2018. № 2. С. 221—230.
- Охотский Е. В., Фролов С. С. Постановка и реализация целей как основа эффективного государственного управления // Государственная служба. 2019. Т. 21. № 5 (121). С. 24—28.
- Фролов С. С. Фактор неопределённости в оценке состояния социальных отношений // ПОИСК: Политика. Обществоведение. Искусство. Социология. Культура. 2019. № 5 (76). С. 78—86.
- Охотский Е. В., Фролов С. С. Качество целеполагания — базовое условие эффективного государственного управления // Вестник Московского университета. Серия 21: Управление (государство и общество). 2020. № 1. С. 22—42.

на других языках
- Mamychev A. Yu., Okhotsky E. V., Frolov S. S., Ponedelkov A. V., Vorontsov S. A. Statement and implementation of goals of the political strategy is the basis of effective public administration // Revista Inclusiones. 2019. Т. 6. № S10-12. P. 475—486.